# Schizopepon bryoniifolius
Schizopepon bryoniifolius är en gurkväxtart som beskrevs av Carl Maximowicz. Schizopepon bryoniifolius ingår i släktet Schizopepon och familjen gurkväxter. Inga underarter finns listade i Catalogue of Life.